# Трогон на Нарина
Трогонът на Нарина (Apaloderma narina) е вид птица от семейство Трогонови (Trogonidae).

## Разпространение и местообитание
Разпространен е в Ангола, Бенин, Ботсвана, Буркина Фасо, Бурунди, Габон, Гана, Гвинея, Екваториална Гвинея, Еритрея, Етиопия, Замбия, Зимбабве, Камерун, Кения, Демократична република Конго, Република Конго, Кот д'Ивоар, Лесото, Либерия, Малави, Мозамбик, Намибия, Нигерия, Руанда, Свазиленд, Сиера Леоне, Сомалия, Судан, Танзания, Того, Уганда, Централноафриканската република, Южен Судан и Южна Африка.